# Jamie Margolin
Jamie Margolin (Seattle, 10 de diciembre de 2001) es una activista del cambio climático estadounidense. En 2019, fue incluida en la prestigiosa lista de las 100 Mujeres, publicada por la BBC.

## Trayectoria
En 2017, cuando tenía 15 años, fundó la organización juvenil de acción climática Zero Hour con Nadia Nazar, y desde entonces es codirectora ejecutiva de la organización. Decidió ponerla en marcha después de presenciar los daños ocasionados por el huracán María en Puerto Rico y lo difícil que fue respirar en Seattle después de los incendios forestales canadienses. También fue una de las demandantes en el caso Aji P. v. Washington, contra el estado de Washington por su inacción contra el cambio climático sobre la base de que un clima estable es un derecho humano.
Sus escritos sobre el cambio climático han aparecido en muchas publicaciones, incluyendo el HuffPost, Teen Ink y CNN. En 2018, fue incluida en la lista de las "25 mujeres que están cambiando el mundo", publicada por la revista People. Margolin es miembro de la organización Junior State of America.
En septiembre de 2019, Margolin formó parte de un grupo de jóvenes que demandó al gobernador Jay Inslee y al estado de Washington por las emisiones de gases de efecto invernadero. Tras esta demanda, se le pidió que testificara en su contra como parte de un panel titulado "Voices leading the next generation on the global climate crisis", en el que los adolescentes implicados pudieron presentar sus argumentos. Los jóvenes en esta demanda estaban preocupados por la falta de acción del gobierno de Washington en relación con el cambio climático, lo que implica que están negando a la generación más joven un derecho constitucional a un medio ambiente habitable sin los problemas ambientales a los que se enfrentan.

### Zero Hour
Margolin cofundó la organización Zero Hour en 2016. Este grupo de jóvenes activistas está preocupado por la falta de acción de los funcionarios de todo el mundo en relación con el cambio climático. Su objetivo es educar a la gente sobre la crisis climática y lograr que más gente se involucre en el activismo. Su primer objetivo era crear un día nacional de acción masiva para que más jóvenes se involucraran en la lucha por la salud del planeta. Al utilizar el hashtag #thisisZeroHour, los jóvenes de esta organización esperan enviar un mensaje de alerta para combatir el cambio climático. En su declaración de misión explican: "Creemos que cada individuo, de cada comunidad, debe tener acceso a aire limpio, agua y tierras públicas. Creemos en poner las necesidades y la salud de nuestras comunidades por encima de las ganancias corporativas".